# Abu Omar al-Saif
Abu Omar al-Saif (1968/1969 – november, 2005) var et kaldenavn eller nom de guerre for en saudisk wahabist, islamist og terrorist der opholdt sig først i Afghanistan (1986-1988) og senere i det nordlige Kaukasus (1996-2005) som mufti for de arabiske terrorister der med base fra Tjetjenien udførte angreb i Kaukasus og Rusland. Han havde nære forbindelser til Osama bin Laden og Al-Qaeda.
Hans rigtige navn var
Muhammad bin Abdullah bin Saif al-Tamimi (
محمد بن عبد الله بن سيف التميمي
). og var også kendt under en række andre aliaser, al-Jaber, Abu Omar Mohammed bin Abdullah al-Saif, Mohammed bin Abdullah bin Saif al-Jaber og “Arabernes mufti i Tjetjenien”. Han er født i 1968 eller 1969 i Saudi-Arabien og døde i december 2005 i den sydrussiske republik Dagestan, efter en russisk antiterrorisme operation udført af russiske specialenheder under FSB. Omringet og uden mulighed for at slippe væk, sprængte han sig selv i luften sammen med sin anden kone.

## Financier
Al-Saif fungerede som liaison for muslimske organisationer på den Arabiske halvø, som han kanaliserede penge fra gennem en institution i Dagestan, sandsynligvis den saudiske Benevolence International Foundations lokale kontor i Dagestans hovedsted Makhatsjkala. Benevolence International Foundation fremstod som en humanitær organisation, men var i virkeligheden en front for al-Qaeda og er nu på opfordring af FN blevet forbudt på verdensplan. Pengene fordelte han videre til forskellige terrororganisationer i det sydlige Rusland. Hans forgænger i denne rolle var Ibn al-Khattab – en anden saudier der tidligere (19. marts 2002) var blevet dræbt af russiske sikkerhedsstyrker i Dagestan. Da Al-Saif selv blev elimineret tre år senere blev han muligvis efterfulgt af jordaneren Abu Hafs al-Urduni – han blev dog også dræbt af russiske specialstyrker 11 måneder senere, også i Dagestan. Efterfølgende Abu Hafs al-Urdunis død er den wahabistiske terrorbevægelse i Dagestan blevet fuldstændig udslettet.
Al-Saif er mistænkt for at have en forbindelse med terrorangrebet mod en række lejligheder i Moskva og Volgodonsk i 1999 og mistænkt for at have finansieret angrebet mod en skole i Beslan I 2004.

## Shariadommer
Under Zelimkhan Yandarbievs kortlivede islamiske regering i Tjetjenien fungere Al-Saif som "formand for shariadommerne" og var ansvarlig for implementering af islamisk ret. Han var desuden kendt som en ideologisk teoretiker og spirituel leder; en af hans artikler er bevaret i al-Qaedas online bibliotek Tawhed. Ligesom Al-Qaedas mediepropagandainstitution as-Sahab på treårsdagen for terrorangrebne i New York den 11. september 2001 udgav en video hvor al-Saif optrådte og roste al-Qaedas voldelige angreb.
Al-Saif skrev flere artikler og bøger, specielt relaterede til krigen i Irak og demokrati – som han anså som uislamisk og afgudsdyrkning., og konflikterne i Kaukasus – som han mente kun kunne løses gennem væbnet islamisk jihad